# (73039) 2002 EO91
(73039) 2002 EO91 – planetoida z pasa głównego asteroid okrążająca Słońce w ciągu 3,61 lat w średniej odległości 2,35 j.a. Odkryta 12 marca 2002 roku.